# Pata Pata
"Pata Pata" fra 1967 er en sang af Miriam Makeba, som var et stort hit i 1960'erne. Sangen er en glad melodi med en tekst på xhosa, som handler om at feste og danse. Som hendes andet store hit, "Click Song", anvendes sprogets klik-lyde også i "Pata Pata".
Nummeret er senere indspillet i en række forskellige udgaver, bl.a. på dansk af Shu-bi-dua under titlen "Sexchikane".
| Musik | Spire Denne musikartikel er en spire som bør udbygges. Du er velkommen til at hjælpe Wikipedia ved at udvide den. |